# Пуламаипиттан
Пулавар Пуламаипиттан (там. புலவர் புலமைப்பித்தன்; 6 октября 1935, Коимбатур, Британская Индия — 8 сентября 2021, Ченнаи) — индийский политик и поэт-песенник, сочинявший тесты для песен в тамильских фильмах. Четырехкратный лауреат кинопремии штата Тамил-Наду.

## Биография
Появился на свет 6 октября 1935 года в Иругуре, пригороде Коимбатура, и при рождении получил имя Рамасами.
С ранних лет работал на текстильной фабрике. Изучал тамильскую литературу в рамках четырехлетнего курса «Пулавар».
В 1964 году переехал в Мадрас, чтобы сочинять песни для фильмов, и первое время работал учителем тамильского языка в школе.
Его первая песня «Naan Yaar? Nee Yaar?» прозвучала в фильме Kudiyirundha Koyil (1968) с М. Г. Рамачандраном (МГР) в главной роли. После этого на него быстро посыпались новые предложения. Поэт продолжил тесное сотрудничество М. Г. Рамачандраном, написав свою следующую песню «Aayiram Nilave Vaa» для его фильма Adimai Penn (1969) и ещё множество других. Из них можно выделить «Thirunirai Selvi» («Indru Pola Endrum Vaazhga») из Idhaya Veenai (1972) и «Poomazhai Thoovi» из Ninaithadhai Mudippavan (1975), которые одно время часто исполнялись на тамильских свадьбах сразу после завязывания мангалсутры, а также «Neenga Nalla Irukkonum Naadu Munnera» из Idhayakkani (1975), которая укрепила политический статус МГР. В преддверии выборов в Ассамблею 1977 года Пуламаипиттан написал пропагандистскую песню «Vaasal Engum Rettai Ilaik Kolamidungal» (досл.: «Украсьте свои дома символом двух листьев»), которая звучала после всех публичных выступлений МГР.
Вместе с МГР Пуламаипиттан занялся политикой и вступил в АИАДМК. С 1980 по 1983 год он занимал пост заместителя председателя Законодательного совета Тамил-Наду. Поэт также был председателем президиума АИАДМК в течение нескольких лет вплоть до 2003 года.
В 1981 году МГР назначил его поэтом-лауреатом (Arasavai Kavignar).
Вернувшись в киноиндустрию в конце 1980-х Пуламаипиттан сочинил тексты песен к таким фильмам как «Господин Бхарат» (1986), Panakkaran (1990), Valli (1993) и «Нанда» (2001).
Его перу принадлежит несколько песен, отражающих социальные ценности, в частности, «Thenpaandi Cheemaiyile» из фильма «Герой» (1987), ставшая культовой среди целого поколения поклонников.
Одной из его последних работ была «Thaimai» из боевика «Затаённое пламя» 2016 года.
В августе 2021 года Пуламаипиттан был доставлен в больницу Фортис Малар в Ченнаи и подключен к аппарату жизнеобеспечения. Он скончался там же 8 сентября.
У него остались жена Тамилараси и двое детей — Пугаженди и Каннаги.